# 柄果木
柄果木（学名：Mischocarpus sundaicus）为无患子科柄果木属下的一个种。

## 扩展阅读
- 維基物種上的相關：柄果木